# Balúčština
Balúčština (také Baluchi, Baloci nebo Baluci) (balúčsky بلۏچی‎, Balòci) je severozápadní íránský jazyk. Jde o nejdůležitější jazyk Balúčů v Balúčistánu, v západním Pákistánu, východním Íránu a jižním Afghánistánu. Jako druhý jazyk jej často používají někteří Brahuiové.

## Příklady

### Číslovky
| Balúčsky | Transliterace | Česky |
| يک       | yak           | jeden |
| دو       | do            | dva   |
| سے       | sai           | tři   |
| چار      | chyār         | čtyři |
| پنچ      | pchanch       | pět   |
| شش       | shash         | šest  |
| ہپت،ہوت  | hapt, haft    | sedm  |
| ہشت      | hasht         | osm   |
| نھہ      | nuh           | devět |
| دہ       | dah           | deset |

## Vzorový text
Otče náš (modlitba Páně):
Oo may Pet, ke borzén ásmáná ay, tai nám sharapdár bát.
Tai bádsháhi byáyát. Tai wáhag o erádah zeminay sará
ham hamá dhawlá sarjam bát ke ásmáná sarjama bit.
May maróchigén rezk o rózigá maróchi márá beday.
May gonáh o radián bebaksh,
anchosh ke má wati sajjahén daynkár bakshetagant.
Márá ázmáesh o chakkásá dawr maday
o cha Shaytáná berakkén. Amin.